# Druciatus campbelli
Druciatus campbelli är en tvåvingeart som beskrevs av Marshall 1995. Druciatus campbelli ingår i släktet Druciatus och familjen hoppflugor.
Artens utbredningsområde är Guatemala. Inga underarter finns listade i Catalogue of Life.